# Колнік
Колнік (рум. Colnic) — село у повіті Арджеш в Румунії. Входить до складу комуни Валя-Маре-Правец.
Село розташоване на відстані 120 км на північний захід від Бухареста, 48 км на північний схід від Пітешть, 146 км на північний схід від Крайови, 58 км на південний захід від Брашова.

## Населення
За даними перепису населення 2002 року у селі проживали 196 осіб, усі — румуни. Усі жителі села рідною мовою назвали румунську.